# Trần Văn Kỷ
Trần Văn Kỷ (chữ Hán: 陳文紀, ?- 24 tháng 12 năm 1801), còn có tên là Trần Chánh Kỷ là một công thần dưới triều Tây Sơn; và là bậc danh sĩ ở Nam Hà, Việt Nam.

## Cuộc đời
Trần Văn Kỷ người làng Vân Trình (tục gọi là làng Rào), tổng Vĩnh Xương, huyện Hương Trà, phủ Triệu Phong, trấn Thuận Hóa (nay thuộc xã Phong Bình, huyện Phong Điền, tỉnh Thừa Thiên Huế).
Ông sinh ra trong một gia đình nông dân nghèo khó, anh chị em đông; song từ thuở nhỏ, ông đã nổi tiếng thông minh và biết chăm chỉ học hành.
Cha Trần Văn Kỷ là Trần Văn Hồng (1702-1758) mẹ là Trần Thị Ty (1705-1763) có chín người con, ông là thứ 7.
Theo gia phả họ Trần ở làng Vân Trình, thì Trần Văn Kỷ là hậu duệ đời thứ 11 của ngài Thủy tổ họ Trần Văn ở làng này, có tên húy là Trần Văn Lộc. Cha là Trần Văn Hồng đi lính làm suất đội trưởng. Trần Văn Kỷ có vợ là Châu Thị Đang, người Bình Định và có hai con trai, con trưởng là Trần Văn Đức, sinh năm 1784 và con trai út là Trần Văn Khuê.
Năm 1774, Trần Văn Kỷ đến Phú Xuân dự thi Hương dưới thời chúa Nguyễn và đổ giải nguyên, nhưng ông thấy thời thế nhiễu nhương nên về ở ẩn.
Năm 1775, quân Trịnh chiếm Phú Xuân. Năm 1777, Trần Văn Kỷ thi ở trấn (Phú Xuân) đậu giải nguyên. Năm 1778, Trần Văn Kỷ ra Thăng Long để thi Hội. Nhân dịp này Trần Văn Kỷ có giao thiệp quen biết ít nhiều sĩ phu ở Bắc Hà. Trần Văn Kỷ đã hỏi Nguyễn Nghiễm, một bậc nguyên lão khả kính về nhân tài của đất Bắc Hà thì được trả lời: "Đạo học sâu xa thì Lạp Phong Cư Sỹ, văn phong phép tắc thì Thám hoa Nguyễn Huy Oánh, còn thiếu niên đa tài đa nghệ chỉ có Nguyễn Huy Tự". Nhân vật mà "đạo học sâu xa", có danh hiệu Lạp Phong Cư Sỹ chính là Nguyễn Thiếp.

### Làm quan Tây Sơn
Năm 1786, khi chiếm được Phú Xuân, Bắc Bình Vương Nguyễn Huệ tin dùng ông và phong cho ông chức Nội tán, sau đó thăng đến chức Trung Thư lệnh, là chức quan chuyên coi việc văn thư.
Cũng trong năm này (1786), do sự thuyết phục của Nguyễn Hữu Chỉnh, Nguyễn Huệ quyết định đem quân ra Bắc đánh Thăng Long để diệt họ Trịnh dù chưa được lệnh của Nguyễn Nhạc.
Sách Hoàng Lê nhất thống chí giới thiệu ông như sau:
(Trần Văn) Kỷ, người Thuận Hóa, vốn có văn học, là bậc danh sĩ ở Nam Hà. Năm Đinh Dậu (1777) niên hiệu Cảnh Hưng, Kỷ thi ở trấn (Phú Xuân) đậu giải nguyên. Năm Mậu Tuất (1778), Kỷ tới kinh (Thăng Long) thi Hội. Sĩ phu ở Bắc Hà, Kỷ có giao thiệp quen biết ít nhiều. Năm Bính Ngọ (1786), Bắc Bình Vương (Nguyễn Huệ) đánh lấy thành Phú Xuân, sai người tìm Kỷ hỏi việc Nam, Bắc. Kỷ đối đáp rất nhanh và rất hợp ý, nên Bắc Bình Vương rất trọng, cho ở vào chỗ "màn trướng", việc gì cũng bàn với Kỷ, lúc nào cũng gần bên Kỷ, không mấy khi xa rời.
Gặp khi vua Lê Hiển Tông mất (ngày 10 tháng 8), Trần Văn Kỷ cùng Nguyễn Hữu Chỉnh đã thay mặt Nguyễn Huệ mặc áo trắng đi theo hầu đám tang vua đến nơi an táng ở Bàn Thạch (Thanh Hóa).
Năm 1787, nội bộ Tây Sơn lâm vào tình trạng chia rẽ sâu sắc. Và cũng chính ông đã đứng ra lo dàn xếp giữa hai anh em Nguyễn Nhạc và Nguyễn Huệ bằng cách lấy Bản Tân làm ranh giới. Từ Quảng Ngãi trở vào Nam do Nguyễn Nhạc làm chủ, từ Thăng Diện ra Bắc thuộc về Nguyễn Huệ.
Theo sử liệu thì: Nhờ mưu kế của Trần Văn Kỷ, bề tôi yêu chuộng của Nguyễn Huệ, đã chấm dứt cuộc hỗn chiến đẫm máu kéo dài nhiều tháng (tháng 1 - tháng 5 năm 1787) giữa hai thủ lĩnh Tây Sơn làm thiệt hại chừng một nửa trong số 6 vạn quân của Nguyễn Huệ điều vào Quy Nhơn.
Chép lại sự kiện rạn nứt này, sách Tây Sơn thủy mạt khảo của Đào Nguyên Phổ (1861-1908) cũng đã xác nhận rằng nội chiến chấm dứt đấy là nhờ mưu kế của Trần Văn Kỷ, là người hạnh thần của Nguyễn Huệ bày ra. Do thành quả trên, ông được phong tước Kỷ Thiện hầu, giữ chức Trung thư - Phụng chính, có nhiệm vụ tham mưu, nắm toàn bộ trung thư cơ mật, thảo sắc phong, chiếu lệnh...
Năm 1788, ông theo Nguyễn Huệ ra Bắc lần thứ hai nhằm giải quyết vụ Vũ Văn Nhậm. Trong thời gian này, ông dành nhiều thời gian tiếp xúc với các sĩ phu đất Bắc và đã tiến cử một số nhân vật tài giỏi như Ngô Thì Nhậm, Phan Huy Ích, Võ Văn Ước, Nguyễn Thế Lịch, Vũ Huy Tấn, Trần Bá Lãm....Ngoài ra, ông còn đề xuất với Nguyễn Huệ cố mời cho được Nguyễn Thiếp đang ẩn dật ở Nghệ An ra giúp nước.
Cuối năm 1788, vua Quang Trung (tức Nguyễn Huệ) ra Bắc lần thứ ba để đánh quân xâm lược nhà Thanh. Lần này, Trần Văn Kỷ cũng được theo để giúp việc quân.
Đầu xuân năm sau (1789), quân Thanh bị đánh tan; kể từ đó cho đến ngày vua Quang Trung mất (1792), Trần Văn Kỷ đã tích cực tham mưu cho nhà vua nhiều kế sách để đánh nhau với quân chúa Nguyễn (Nguyễn Phúc Ánh).
Năm 1792, lúc vua Quang Trung bất ngờ lâm bệnh, Trần Văn Kỷ luôn có mặt bên cạnh. Đến khi vua sắp mất, ông và tướng Trần Quang Diệu được nhà vua cử làm Phụ chính. Nhưng sau vì vua Cảnh Thịnh (Nguyễn Quang Toản) còn quá trẻ, nên quyền hành sớm vào tay người cậu ruột của vua là Thái sư Bùi Đắc Tuyên.
Năm 1794, Nguyễn Phúc Ánh thừa cơ nhà Tây Sơn lục đục, tấn công rất dữ. Bùi Đắc Tuyên nhân cơ hội này đã cử tướng Lê Văn Hưng, người không cùng phe cánh với mình, vào chiến trường Phú Yên. Ngờ đâu Lê Văn Hưng thắng trận, Bùi Đắc Tuyên liền vu cho Hưng tội mưu phản, xin lệnh chém đầu. Biết tướng Hưng chịu hàm oan, phụ chính Trần Văn Kỷ đứng ra can thiệp, thì bị Đắc Tuyên giáng chức làm lính, bắt ra coi trạm Mỹ Xuyên thuộc huyện Hương Điền, Thừa Thiên.
Đề cập đến giai đoạn này, sách Hoàng Việt hưng long chí kể:
Tây Sơn Nguyễn Quang Toản giao việc nước cho (Bùi Đắc) Tuyên nắm giữ, quyền sinh sát nằm cả trong tay Tuyên. Phụng chính Trần Văn Kỷ có tội bị bắt đày ra trạm Mỹ Xuyên. Khi ấy (Võ) Văn Dũng làm Trấn thủ Bắc thành. Sợ Dũng cậy quân ngoài, rồi ra sẽ là cái gai cho mình, Đắc Tuyên bèn sai người cùng phe cánh là Ngô Văn Sở (ra) thay Dũng làm Trấn thủ Bắc Thành, gọi Dũng về Phú Xuân. Dũng về tới Mỹ Xuyên gặp (Trần Văn) Kỷ. Kỷ nói: "Thái sư chuyên quyền tác oai tác phúc, sẽ là điều bất lợi cho xã tắc; nếu không sớm trừ đi, sau này hối cũng không kịp.
Năm 1795, nghe lời bàn của Trần Văn Kỷ, Võ Văn Dũng gấp rút dẫn quân về Phú Xuân, bí mật phối hợp với Nguyễn Văn Huấn, Phạm Công Hưng vây bắt Bùi Đắc Tuyên ngay ở phủ của vua Cảnh Thịnh. Liền theo đó, Võ Văn Dũng cho làm chiếu lịnh giả giao cho Tiết chế Thùy (Nguyễn Quang Thùy) ra Thăng Long bắt Ngô Văn Sở giải về Phú Xuân. Văn Dũng lại sai vào Quy Nhơn bắt con Đắc Tuyên là Bùi Đắc Trụ cùng đồ đảng hơn mười người; rồi thêu dệt thành tội trạng phản loạn, đem dìm xuống sông cho chết cả. Dẹp trừ xong phe Bùi Đắc Tuyên, Trần Văn Kỷ được phục chức Phụ chính và giữ Viện trung thư...
Lợi dụng các biến cố trong nội bộ nhà Tây Sơn, năm 1799, Nguyễn Phúc Ánh đưa quân ra chiếm Quy Nhơn rồi Đà Nẵng. 
Ngày mồng ba tháng 5 năm Tân Dậu (15 tháng 6 năm 1801), Nguyễn Phúc Ánh vào đến thành nội kinh đô Phú Xuân. Vua Cảnh Thịnh lúc này đã bỏ lại cả ấn tín và sắc phong của nhà Thanh trốn ra Bắc.

### Bị chúa Nguyễn xử chết
Không theo vua, Trần Văn Kỷ đổi tên, cải dạng, lánh về ở quê nhà. Trong thời gian ngắn ngủi lưu tại quê nhà năm 1801, biết là cái gì đến cũng sẽ phải đến, Trần Văn Kỷ đã bí mật đưa con trai lớn (lúc đó 17 tuổi) vào ẩn náu ở chùa Thuyền Tôn (một ngôi chùa nổi tiếng ở phía Nam Huế).
Tại đây, qua thời gian ở ẩn Văn Đức đã tu đến bậc Đại sư, nhưng sau đó đã hoàn tục, sinh con và về sống ở làng Văn Xá (phía Bắc Huế). Riêng Trần Văn Khuê khi quan quân đến bắt, chỉ mới lên 8, được dân làng bí mật đem ẩn giấu nên thoát chết. Hiện nhánh của Trần Văn Khuê vẫn còn sinh sống ở làng Vân Trình.
Sau chúa Nguyễn biết được cho mời ra cộng tác, nhưng ông cương quyết không nhận lời. Nhà sử học Đỗ Bang viết: Không thể dụ dỗ được, chúa Nguyễn buộc ông vào án tử, nhưng được ban ân chết theo lối "tam ban triều điển". Trước khi chịu chết, ông xin về quê bái yết từ đường, và được chấp thuận.
Thuyền đưa ông theo ngã sông Hương ra phá Tam giang để đến làng Vân Trình, nhưng đến ngã ba Sình (phía Đông Bắc Huế), ông hô to câu: Trung thần bất sự nhị quân, rồi nhảy xuống sông tự vẫn. Hôm đó nhằm ngày 19 tháng 11 năm Tân Dậu (tức 24 tháng 12 năm 1801).
Nghe tâu lại, chúa Nguyễn thêm vào án xử ông bằng một cái lệnh cực kỳ thảm khốc: Sắc bằng thủ tiêu, hạ hồi dân tịch, tru di tam tộc. Căn cứ gia phả họ Trần ở làng Vân Trình, Đỗ Bang đã thống kê được tất cả 52 người đã bị xử chết, bị cải họ tên hoặc phải bí mật trốn khỏi làng.
Và theo lời kể của người trong tộc thì sau khi Trần Văn Kỷ tự tử, người dân làng Kim Bôi (xã Quảng Lợi, huyện Hương Điền) đã bí mật vớt xác, rồi cùng với dân làng Vân Trình âm thầm đưa về táng tại Cửa Ngọc (cánh đồng ở phía Tây Nam làng Vân Trình).
Ban đầu, mộ ông không đắp nấm, mãi đến khi nhà Nguyễn bị đổ (1945), dân làng ở quê ông mới dám sửa sang ngôi mộ, cho dựng bia và làm lễ tế hằng năm.
Vào ngày 11 tháng 5 năm 1995, Bộ Văn hóa-Thông tin Việt Nam đã ra quyết định công nhận lăng mộ ông là di tích lịch sử cấp quốc gia.

## Nhận xét
Nhà sử học Đỗ Bang cho biết ngoài công lao phò giúp vương triều Tây Sơn, Trần Văn Kỷ còn là một viên quan biết quý dân nghèo. Chuyện ông cho gạo, cho đào mương thủy lợi, mở đường, xây cầu và phát động phong trào trồng cây; mãi cho đến nay dân làng Vân Trình và ở nhiều khác trong huyện Hương Điền vẫn còn truyền tụng.
Tiến sĩ Ngô Trọng Khuê, từng giữ chức Thượng thư dưới triều Lê-Trịnh, trong bức thư gửi quan Hội sứ đã khen ngợi ông rằng: Trần Văn Kỷ, chính là bực sao Đẩu trong làng kẻ sĩ ngày nay.
Danh sĩ Ngô Thì Nhậm, đã tỏ lòng tôn kính ông qua bài thơ: 
| Phong ư xuân lệnh nhật ư đông, Hàm cảm thường tồn chí ái trung. Tuân lật uy nghi Kì thượng trúc, Kiên cương khí vũ tuế hàn tùng. Thùy thân hiệp đáng lai nguyên lão, Miễn tụ chân như ức lịnh công. Giáng khuyết vân cao Thiều hộ nhĩ, Liễu doanh y ước Thái thanh chung. | Dịch nghĩa: (Ông) như gió mùa xuân, như mặt trời mùa đông, Thông cảm nhau, còn mãi lòng thân ái. Uy nghi nghiêm chỉnh như cây trúc sông Kì, Lòng dạ vững vàng như cây tùng mùa lạnh. Rủ đai, cần phải có bậc nguyên lão, Cất mũ, luôn nhớ đến tôn ông. Gần gũi nhạc Quân thiều dưới bóng mây cao trên cửa khuyết, Văng vẳng chuông Thái thanh đưa đến quân doanh. |

Gần đây hơn, nhà sử học Đỗ Bang đã nêu lên mấy ý như sau: Theo quan điểm khởi xướng của Plêkhanốp (bài Vai trò cá nhân trong lịch sử), thì Trần Văn Kỷ xứng đáng là nhân vật ưu tú, con chim đầu đàn của tầng lớp trí thức yêu nước thời bấy giờ. Bởi ông đã có những đóng góp to lớn:
- Là người đảm nhận việc tổ chức bộ máy nhà nước (triều Tây Sơn).
- Là người tham mưu trong công cuộc đánh đuổi quân Thanh.
- Là người có công hàn gắn mối quan hệ giữa Nguyễn Nhạc & Nguyễn Huệ, chấm dứt được cuộc nội chiến tương tàn.
- Là người bày kế sách trừ họa quyền thần Bùi Đắc Tuyên.

Nhưng đặc biệt hơn cả, bởi ông chính là "gạch nối" giữa Nam và Bắc. Nói cách khác, nếu Nguyễn Huệ là người xóa lấp ranh giới sông Gianh (1786), nối liền lãnh thổ sau hơn hai thế kỷ bị chia cắt; thì chính ông là người làm công tác "trí vận" tích cực để đưa giới sĩ phu xuất thân ở Đàng Ngoài đến cộng tác với thủ lĩnh của phong trào nông dân xuất phát từ Đàng Trong...
Ngoài ra, những lần thuyết phục Nguyễn Thiếp, tiến cử Ngô Thì Nhậm, Phan Huy Ích...ra cộng tác với triều Tây Sơn, đã nói lên tính kiên trì, khiêm tốn, không bảo thủ, hay tham quyền cố vị của ông...

## Nghi vấn
Sách Hoàng Việt hưng long chí, được khởi soạn vào những năm cuối thế kỷ XIX, chép:
Trong trận Bến Đá, quân của Vũ Văn Dũng không đánh mà tan rã. Hơn nữa, Văn Dũng vì việc đi Hòn Cóc để cho Tống Viết Phước thừa cơ tiến đánh, sợ Quang Toản trị tội nên phải xin Quang Diệu che giấu sự việc. Vì chuyện ấy, Diệu và Dũng cố kết với nhau rất tương đắc. Nhưng Trần Văn Kỷ, Hồ Công Diệu và Trần Nhật Kết thì vốn ghét Diệu. Nhân vụ Quang Diệu để mất Quy Nhơn (1799), Trần Văn Kỷ viết chiếu sắc giả ra lệnh Dũng bắt giết Quang Diệu. Dũng đưa tờ chiếu lệnh ấy cho Quang Diệu xem. Diệu tức giận, cùng với Dũng đem quân về Phú Xuân đóng trại ở bờ Nam sông Hương, nói là để giết "tên giặc" ở bên cạnh vua. Quang Toản sai người ra gọi Diệu vào triều kiến, Diệu không tuân mệnh. Trần Văn Kỷ quy tội cho Công Diệu và Nhật Kết. Kết bỏ trốn, Quang Toản sai bắt Công Diệu trao cho Quang Diệu, bấy giờ Quang Diệu và Văn Dũng mới chịu giải binh...
Khoảng năm 1907, Đào Nguyên Phổ khi soạn sách Tây Sơn thủy mạc ký, để dùng làm sách dạy cho trường Đông Kinh nghĩa thục và sau nữa, là Quách Tấn và Quách Giao khi soạn sách Nhà Tây Sơn, đều có dẫn lại nội dung này.

## Gia đình
Theo gia phả họ Trần ở làng Vân Trình, thì Trần Văn Kỷ có vợ là Châu Thị Đang, người Bình Định, con trai đầu là Trần Văn Đức, sinh năm 1784.
Tháng 6 năm 1801, ngay khi về đến quê nhà, biết trước thế nào cũng bị án nặng, nên Trần Văn Kỷ đã bí mật đưa con là Trần Văn Đức (17 tuổi) vào ẩn náu ở chùa Thuyền Tôn (phía Nam Huế). Văn Đức tu đến bậc Đại sư, hiệu là Trung Hậu bổn sư; nhưng sau lấy vợ và sinh con, rồi đến sống ở làng Văn Xá (huyện Hương Điền).
Phần người con trai út tên Trần Văn Khuê (hoặc Quê), khi quan quân đến bắt, chỉ mới 8 tuổi, nhưng nhờ dân làng đem ẩn giấu nên cũng thoát chết. Hiện nhánh của Trần Văn Khuê vẫn còn sinh sống ở làng Vân Trình. Sau khi Trần Văn Kỷ chết, con cháu chạy trốn đến mãi cuối thế kỷ 19 mới trở về. 

## Sách tham khảo
- Ngô gia văn phái, Hoàng Lê nhất thống chí, tập 2. Nhà xuất bản Văn học, 1984.
- Ngô Giáp Đậu, Hoàng Việt hưng long chí. Nhà xuất bản Văn học, 1993.
- Hoàng Xuân Hãn, La Sơn phu tử, Minh Tân xb, Paris, 1952.
- Phạm Văn Sơn, Việt sử tân biên, quyển 4. Tử sách sử học Việt Nam xuất bản, Sài Gòn, 1961.
- Nguyễn Q. Thắng & Nguyễn Bá Thế, Từ điển nhân vật lịch sử Việt Nam. Nhà xuất bản KH-XH, 1992.
- Quách Tấn và Quách Giao, Nhà Tây Sơn. Bảo tàng Quang Trung (Bình Định) xuất bản năm 2002.
- Đỗ Bang, Trần Văn Kỷ. Bài viết in trong sách Danh nhân Bình trị Thiên, tập I. Nhà xuất bản Thuận Hóa, 1987.
- Nguyễn Khắc Thuần, Danh tướng Việt Nam, tập 3. Nhà xuất bản Giáo dục, 2005.
- ThS. Đỗ Hữu Hà, Bảo tồn và phát huy giá trị di tích phong trào Tây Sơn ở Thừa Thiên Huế. Bài viết in trong sách Tây Sơn-Thuận Hóa và anh hùng dân tộc Nguyễn Huệ-Quang Trung. Nhà xuất bản Chính trị Quốc gia, 2009.